# Санто Спирито (Кротоне)
Санто Спирито је насеље у Италији у округу Кротоне, региону Калабрија.
Према процени из 2011. у насељу је живело 71 становника. Насеље се налази на надморској висини од 78 м.